# Partyzanskaja
Partyzanskaja (biał. Партызанская; ros. Партизанская, Partizanskaja) – stacja mińskiego metra położona na linii Autazawodskiej.
Otwarta została 7 listopada 1997.